# Dynatrace
Dynatrace, Inc. (NYSE: DT) er en amerikansk virksomhed, der udbyder observationssoftware baseret på kunstig intelligens (AI) og automation. Dynatrace teknologier benyttes til overvågning, analyse, optimering og it-sikkerhed. Dynatrace blev etableret af Bernd Greifeneder, Sok-Kheng Taing og Hubert Gerstmayr 2. februar 2005 i Linz, Østrig. I dag har de hovedkvarter i Waltham, Massachusetts.